# Double Patty
Double Patty (더블패티?, Deobeul paetiLR) è un film drammatico del 2021 diretto da Baek Seung-hwan e interpretato da Shin Seung-ho e Bae Joo-hyun, entrambi al loro debutto sul grande schermo.

## Trama
Alla morte improvvisa del suo mentore Sung-min, il lottatore di ssireum Kang Woo-ram interrompe i contatti con la palestra di Yeongam dove si allena e scappa a Seul, trasferendosi in un appartamento pagato dalla sorella maggiore e trovando lavoro come buttafuori in un locale di drag queen e come fattorino. Di tanto in tanto la sua strada si incrocia con quella di Lee Hyun-ji, un'aspirante annunciatrice televisiva che, tra un provino e l'altro, si guadagna da vivere come baby sitter e come cassiera di Burger from Heaven, un fast food famoso per i suoi hamburger doppi venduti al prezzo di uno. È proprio grazie al ristorante, di cui Woo-ram diventa un cliente abituale, che i due hanno modo di conoscersi e diventare amici. Tra un'uscita e l'altra, Hyun-ji convince Woo-ram a partecipare insieme al funerale di Sung-min, dove il ragazzo riprende i contatti con il suo allenatore e decide di tornare a gareggiare. Anche Hyun-ji, da parte sua, continua a studiare e a presentarsi ai provini, venendo infine assunta da una rete televisiva.

## Personaggi

### Personaggi principali
- Kang Woo-ram, interpretato da Shin Seung-ho
Ha ventidue anni ed è il più piccolo di cinque figli. Al liceo era un asso dello ssireum, e ora è una stella nascente affiliata alla contea di Yeongam.[1]
- Lee Hyun-ji, interpretata da Bae Joo-hyun
Nata a Daegu, è rimasta orfana di madre quando era bambina. Di giorno studia per diventare annunciatrice e lavora come baby sitter, mentre di sera è una dipendente part time in un ristorante di hamburger.[2]
- Choi Se-young, interpretata da Song Ji-in
Amica d'infanzia di Hyun-ji e sua rivale sul lavoro, essendo figlia di un famoso annunciatore.
- Allenatore Ko, interpretato da Yoo Byung-hoon
- Kang Ji-hyun, interpretata da Lee Ji-hyun
Sorella maggiore di Woo-ram, che ha praticamente cresciuto al posto dei loro genitori.
- Hwang Se-joon, interpretato da Lee Byung-soo
Amico di Woo-ram.
- Han Sang-wook, interpretato da Heo Nam-jun
Amico e rivale di lunga data di Woo-ram.
- Ki-ho, interpretato da Baek Joo-hwan

### Personaggi secondari
- Lee Sung-min, interpretato da Yoon Jung-soo
Mentore di Woo-ram, morto improvvisamente durante un incontro per motivi di salute che aveva tenuto nascosti a tutti.
- Choi Gu-cheol, interpretato da Kwak Min-seok
Padre di Se-young, noto annunciatore candidatosi alle elezioni presidenziali.

### Apparizioni speciali
- Capo Kang, interpretato da Kang Yun-sung
- Yoon Hee-young, interpretata da Katharine Kim
Assistente di Gu-cheol.
- Presidente della commissione d'esame, interpretato da Shin Jong-hoon
- Il-woo, interpretato da Jo Dal-hwan
Drag queen del locale in cui lavora Woo-ram.
- Sung-hwan, interpretato da Min Seung-wook
Drag queen del locale in cui lavora Woo-ram.
- Reporter straniera, interpretata da Clara
- Bell'uomo, interpretato da Ji Il-joo
Membro della commissione d'esame.
- Moon Hee-jung, interpretata da Jung Young-joo
Famosa annunciatrice a cui Hyun-ji si ispira.
- Lee Hoon-jung, interpretato da Choi Kwang-jo
- Choi Jung-man, interpretato da Choi Jung-man
- Park Jung-woo, interpretato da Park Jung-woo

## Produzione

### Sceneggiatura
La sceneggiatura è opera del regista Baek Seung-hwan, che ha descritto il film come una "produzione che racconta la storia di due giovani che corrono parallelamente verso i loro obiettivi e sogni". Baek ha incorporato le sue esperienze nello scrivere il personaggio di Hyun-ji, avendo egli stesso conseguito una laurea in giornalismo e radiotelevisione, e l'ha creata "con la speranza che diventasse un'annunciatrice con un forte senso di professionalità". Per Woo-ram, invece, ha parlato con diversi lottatori, e dopo aver scoperto che svolgevano altri lavori per guadagnarsi da vivere perché non esistevano squadre nazionali o campionati professionistici, ha voluto riflettere questa realtà nella trama. Sulla scelta del titolo, che rimanda peculiarmente agli hamburger, ha raccontato: "Quando pensi alla giovinezza, ti viene in mente anche la fame. Il cibo compare più volte nel nostro film, come a dire: Prendiamoci un boccone. Personalmente, mi piacciono gli hamburger e di solito non mangio solo un singolo hamburger. Il titolo Double Patty è stato deciso perché volevo trasmettere il messaggio: Uno solo non basta". Il "doppio hamburger" significa che i personaggi hanno il doppio dell'energia, dei sogni e della passione, ma anche il doppio della frustrazione.

### Cast
Double Patty ha segnato il debutto al cinema di Irene delle Red Velvet, accreditata nella pellicola con il suo vero nome, Bae Joo-hyun: il suo casting è stato annunciato il 16 luglio 2020. Poiché Hyun-ji usa tono e vocalizzazione diversi all'inizio e alla fine del film per segnalare il suo miglioramento come aspirante annunciatrice, Bae ha prestato attenzione a questo aspetto, ricevendo lezioni da una conduttrice professionista, filmandosi e riascoltandosi più volte.
Per il ruolo di Kang Woo-ram, un lottatore professionista di ssireum, Baek Seung-hwan voleva un attore simile a Channing Tatum. Il casting di Shin Seung-ho è stato annunciato il 22 luglio 2020, anche se è stato scritturato prima di Bae. L'attore è stato raccomandato al regista da Jung Young-joo, sua collaboratrice di lunga data, che aveva lavorato con Shin nella serie televisiva Yeor-yeodeolb-ui sun-gan nel 2019. Per prepararsi al ruolo, Shin ha iniziato ad allenarsi due mesi prima delle riprese, frequentando gli stessi alloggi, la mensa e le palestre usati dai professionisti. Grazie all'esercizio fisico e a una dieta specifica, ha ridotto il grasso corporeo e aumentato la massa muscolare. Si è anche abbronzato per sembrare maggiormente un atleta, e ha raccontato di essere riuscito a immedesimarsi nel personaggio perché ha giocato undici anni a calcio prima di cambiare carriera, capendo quindi cosa si provasse quando si è sul punto di rinunciare ai propri sogni come Woo-ram. Shin ha girato tutte le scene di lotta senza controfigura.

### Riprese
Il 21 luglio si è tenuta una lettura congiunta della sceneggiatura, a cui hanno partecipato Shin Seung-ho, Bae Joo-hyun e lo staff di produzione. Le riprese sono durate dal 4 agosto al 12 settembre 2020. In ottobre era in post-produzione.

## Colonna sonora
Bae Joo-hyun e e Shin Seung-ho hanno inciso una canzone ciascuno per la colonna sonora del film: A White Night, eseguita da Bae, è ispirata all'omonima poesia di Baek Seok ed è un valzer sull'eleganza della giovinezza; Night Sky, eseguita da Shin, è invece un pezzo rock vintage che rievoca le fresche notti estive a Itaewon. La colonna sonora è stata pubblicata il 14 febbraio 2021, accompagnata dai video musicali delle due canzoni. A White Night si è classificata al primo posto delle classifiche iTunes di otto Paesi al momento dell'uscita.
Testi di Baek Sung-hwan, musiche di Lee Sang-hoon.
1. Irene – A White Night (흰 밤?, Hoen bamLR) – 4:33
2. Shin Seung-ho – Night Sky (밤한울?, Bam han-ulLR) – 4:33
3. Lee Sang-hoon – Double Patty (더블패티?, Deobeul paetiLR) – 2:32
4. Lee Sang-hoon – Day by Day – 1:09
5. Lee Sang-hoon – Youth – 4:31
6. Lee Sang-hoon – Looking Forward – 1:08
7. Lee Sang-hoon – A Time for Us (우리를 위한 시간?, Urireul wihan siganLR) – 4:16
8. Lee Sang-hoon – After Blue (남겨진 마음들?, Namgyeojin ma-eumdeulLR; lett. "I sentimenti che restano") – 3:44
9. Lee Sang-hoon – Here We Go! – 2:38
10. Lee Sang-hoon – Hopeful (바람?, BaramLR; lett. "Vento") – 1:32
11. Lee Sang-hoon – Breaking Dawn – 4:43
12. Lee Sang-hoon – I See the Light (바라보다?, BarabodaLR) – 2:00
13. Lee Sang-hoon – A White Night (흰 밤?, Hoen bamLR (Inst.)) – 4:33
14. Lee Sang-hoon – Night Sky (밤한울?, Bam han-ulLR (Inst.)) – 4:33

Durata totale: 46:25

## Promozione
Il primo teaser trailer è uscito il 18 gennaio 2021. La locandina è stata resa pubblica il 22 gennaio, e mostra i due attori protagonisti che si sorridono mentre bevono ad un tavolo; l'immagine è accompagnata dalla didascalia "Per ribaltare la situazione, daranno il massimo in un unico round!". Una settimana dopo sono stati diffusi due poster individuali: quello dedicato a Woo-ram raffigura Shin Seung-ho con espressione timida mentre si gratta la nuca come se avesse qualcosa da dire, e riporta la scritta "Andiamo insieme!"; quello dedicato a Hyun-ji, invece, mostra Bae Joo-hyun mentre beve da un bicchiere con accanto la scritta "Dovremmo prima mangiare?".

## Distribuzione
Double Patty era inizialmente previsto nei cinema sudcoreani per fine 2020, ma è effettivamente uscito il 17 febbraio 2021. La produzione ha negato che lo slittamento sia stato provocato dalla controversia sorta attorno a Bae nell'ottobre 2020, quando venne accusata di aver maltrattato un membro dello staff che l'aveva assistita durante un servizio fotografico.
Il 2 marzo 2021, il film è stato reso disponibile in streaming sulla piattaforma OTT Seezn di KT. Per celebrare il lancio è stato organizzato un evento a premi.

## Accoglienza
Nonostante sia uscito durante la pandemia di COVID-19, in un momento di depressione per l'industria cinematografica, Double Patty ha superato i 10.000 spettatori in Corea del Sud in quattro giorni, il 21 febbraio, traguardo che è stato commemorato con la pubblicazione di un poster speciale raffigurante il primo incontro tra i protagonisti, commentato dalla scritta "La nostra relazione che ci dà 'forza' solo guardandola è iniziata". È rimasto nella top 10 del botteghino durante la prima settimana, e nei primi otto giorni di programmazione (17-24 febbraio 2021) ha venduto 12.356 biglietti per un incasso di 96.664 dollari. A fine febbraio ha raggiunto 13.341 biglietti.
Recensendo il film per Cine21, Kim Sung-hoon ha scritto che "piuttosto che essere la tipica storia romantica dove un uomo e una donna diventano amanti, [Double Patty] mette in scena un rapporto sano in cui essi si danno forza e coraggio mentre affrontano la vita reale. È ammirevole e triste vederli vivere diligentemente in una realtà in cui nulla è facile"; ha però trovato che il fatto che i loro continui incontri fossero dovuti a delle coincidenze risultasse artificiale e deludente.